# الیاس‌لی (شهود)
الیاس‌لی (به ترکی استانبولی: İlyaslı) یک منطقهٔ مسکونی در ترکیه است که در شهود (شهر) واقع شده‌است.